# Loweia fulvosignata
Loweia fulvosignata är en fjärilsart som beskrevs av Beuret 1954. Loweia fulvosignata ingår i släktet Loweia och familjen juvelvingar. Inga underarter finns listade i Catalogue of Life.